# Hyalurga noguei
Hyalurga noguei är en fjärilsart som beskrevs av Paul Dognin 1891. Hyalurga noguei ingår i släktet Hyalurga och familjen björnspinnare. Inga underarter finns listade i Catalogue of Life.